# クリス・ハドフィールド
クリス・ハドフィールド（Chris Austin Hadfield, 1959年8月29日 - ）は、カナダ出身の宇宙飛行士、技術者、戦闘機パイロット、ミュージシャン、作家。カナダ人として初めて宇宙で船外活動を行った人物で、スペースシャトルのミッションに2回参加し、国際宇宙ステーションの船長を務めた。宇宙飛行士になる以前は、カナダ軍に25年間所属し、航空団の戦闘機パイロットを務めた。

## 人物
ハドフィールドは、子供の頃にテレビでアメリカのアポロ11号による初の有人月面着陸を見た時に、キャリアにおけるインスピレーションの一部となった述べている。オンタリオ州南部のオークビルとミルトンで高校に通い、en:Royal Canadian Air Cadetsの一員としてグライダー操縦免許（en:Glider pilot license）を取得。カナダ軍に入隊した後、オンタリオ州キングストンの王立陸軍士官学校で工学の学位を取得した。軍では、さまざまな種類の航空機の操縦を学び、最終的にはテストパイロットになり、数機の実験機を操縦を行った。また、米国海軍および米国空軍との交換プログラムの一環として、彼はテネシー大学宇宙研究所で航空システムの修士号を取得した。
1992年、ハドフィールドはカナダ宇宙庁のカナダ宇宙飛行士プログラムに受け入れられた。1995年11月、 STS-74のミッションスペシャリストとして初めて宇宙に行き、ロシアの宇宙ステーション「ミール」を訪問した。2001年4月には、STS-100で再び宇宙に行き、国際宇宙ステーションを訪れ、宇宙遊泳を行い「カナダアーム2」の設置を手伝った。2012年12月、ソユーズTMA-07Mで3度目の飛行を行い、ISSの第34次長期滞在に参加した。2013年3月に第34次長期滞在が終了した後、ハドフィールドは第35次長期滞在でISSの船長となり、5人の宇宙飛行士の乗組員を率い、低重力が人間の生物学に与える影響に関する数十の科学実験の実施を支援した。このミッション中、地球の写真を撮影し、さまざまなソーシャルメディアプラットフォームに投稿することで、宇宙ステーションでの生活を記録した。
また、彼はテレビのニュースやトークショーにゲスト出演し、ISSのギターを宇宙で演奏することで人気を博した。2013年5月にはミッション終了に伴い地球に帰還し、その後まもなく引退を発表した。自伝『An Astronaut's Guide to Life on Earth』を含む5冊の著書を出版しており、ニューヨーク・タイムズ紙のベストセラーとなっている。